# Râul Fiezel
Râul Fiezel este un curs de apă, afluent al râului Sălăuța. 